# Omloop van het Houtland 1979
L'Omloop van het Houtland 1979, trentacinquesima edizione della corsa, si svolse il 27 settembre 1979 su un percorso con partenza e arrivo a Lichtervelde. Fu vinto dal belga Alain De Roo della Flandria-Ca va Seul-Sunair davanti all'olandese Jos Schipper e al belga Eddy Cael.

## Ordine d'arrivo (Top 10)
| Pos. | Corridore          | Squadra                      | Tempo |
| ---- | ------------------ | ---------------------------- | ----- |
| 1    | Alain De Roo       | Flandria-Ca va Seul-Sunair   |       |
| 2    | Jos Schipper       | Marc Zeep Savon-Superia      |       |
| 3    | Eddy Cael          | Splendor-Euro Soap           |       |
| 4    | Jacques Osmont     | Carlos-Galli-G.B.C.-Castelli |       |
| 5    | Willy Planckaert   | Mini Flat-VDB-Pirelli        |       |
| 6    | Frank Hoste        | Marc-Zeepcentrale-Superia    |       |
| 7    | Fons Van Katwijk   | Marc-Zeepcentrale-Superia    |       |
| 8    | Jan Aling          | Marc-Zeepcentrale-Superia    |       |
| 9    | Patrick Verstraete | Boule D'Or-Lano-Colnago      |       |
| 10   | Ronny Vanmarcke    | Splendor-Euro Soap           |       |